# Jonas Aaen Jørgensen
Pour les articles homonymes, voir Jørgensen.
Jonas Aaen Jørgensen, né le 20 avril 1986, est un coureur cycliste danois, professionnel entre 2006 et 2019.

## Palmarès et classements mondiaux

### Palmarès
- 2004
  - 3e du championnat du Danemark du contre-la-montre par équipes juniors
- 2006
  - 2e du Gran Premio Palio del Recioto
- 2007
  - 2e étape du Grand Prix du Portugal
  - 2eb étape du Triptyque des Monts et Châteaux
  - Grand Prix de la ville de Zottegem
  - 2e du Grand Prix Cristal Energie
  - 3e du championnat du Danemark sur route
  - 6e du championnat du monde sur route espoirs
- 2008
  - Flèche des ports flamands
  - 3e des Boucles du Sud Ardèche
- 2009
  -  Champion du Danemark du contre-la-montre par équipes
  - 1re étape du Tour du Loir-et-Cher
  - Scandinavian Race Uppsala
  - 1re étape du Ringerike Grand Prix
  - 4e et 5e étapes du Tour de Slovaquie
- 2011
  - Grand Prix d'Isbergues
  - 3e du Herald Sun Tour
- 2014
  - Scandinavian Race Uppsala
- 2016
  - 2e du Tour du Loir-et-Cher
- 2018
  - 2e du Grand Prix Herning
- 2019
  - 2e de la Scandinavian Race Uppsala

### Résultats sur les grands tours

#### Tour d'Espagne
1 participation
- 2011 : 139e

#### Tour d'Italie
1 participation
- 2012 : 141e

### Classements mondiaux
| Année           | 2006 | 2007 | 2008 | 2009 | 2010 | 2011 | 2012 | 2013 | 2014 |
| --------------- | ---- | ---- | ---- | ---- | ---- | ---- | ---- | ---- | ---- |
| UCI World Tour  |      |      |      |      |      | 198e | nc   | nc   |      |
| UCI Europe Tour | 396e | 45e  | 91e  | 181e |      |      |      |      | 209e |